# 旧見付学校
見付学校（みつけがっこう）は、学制公布後の1873年（明治6年）に静岡県見附（現・静岡県磐田市見付）に開校した学校。学校としての見付学校は、見付高等小学校、見付第一尋常高等小学校、見付第一尋常高等小学校、磐田町立見付国民学校などという変遷をたどり、1948年（昭和23年）に磐田市立磐田北小学校となった。坊中学校、西之島学校（いずれも見付学校と同じく見付に所在）とともに、見付学校は「遠州三大学校」と呼ばれる。
見付学校の校舎は移転を繰り返したが、1875年（明治8年）から1922年（大正11年）まで使用された建物が旧見付学校（きゅうみつけがっこう）と呼ばれ、他の校舎と区別するために「五階校舎」と呼ばれることもある。1875年に竣工した擬洋風建築の旧見付学校は、現存する日本最古の木造擬洋風小学校校舎である。隣接する磐田文庫とともに、「旧見付学校附磐田文庫」として国の史跡に指定されている。

## 学校としての見付学校

### 見付の教育

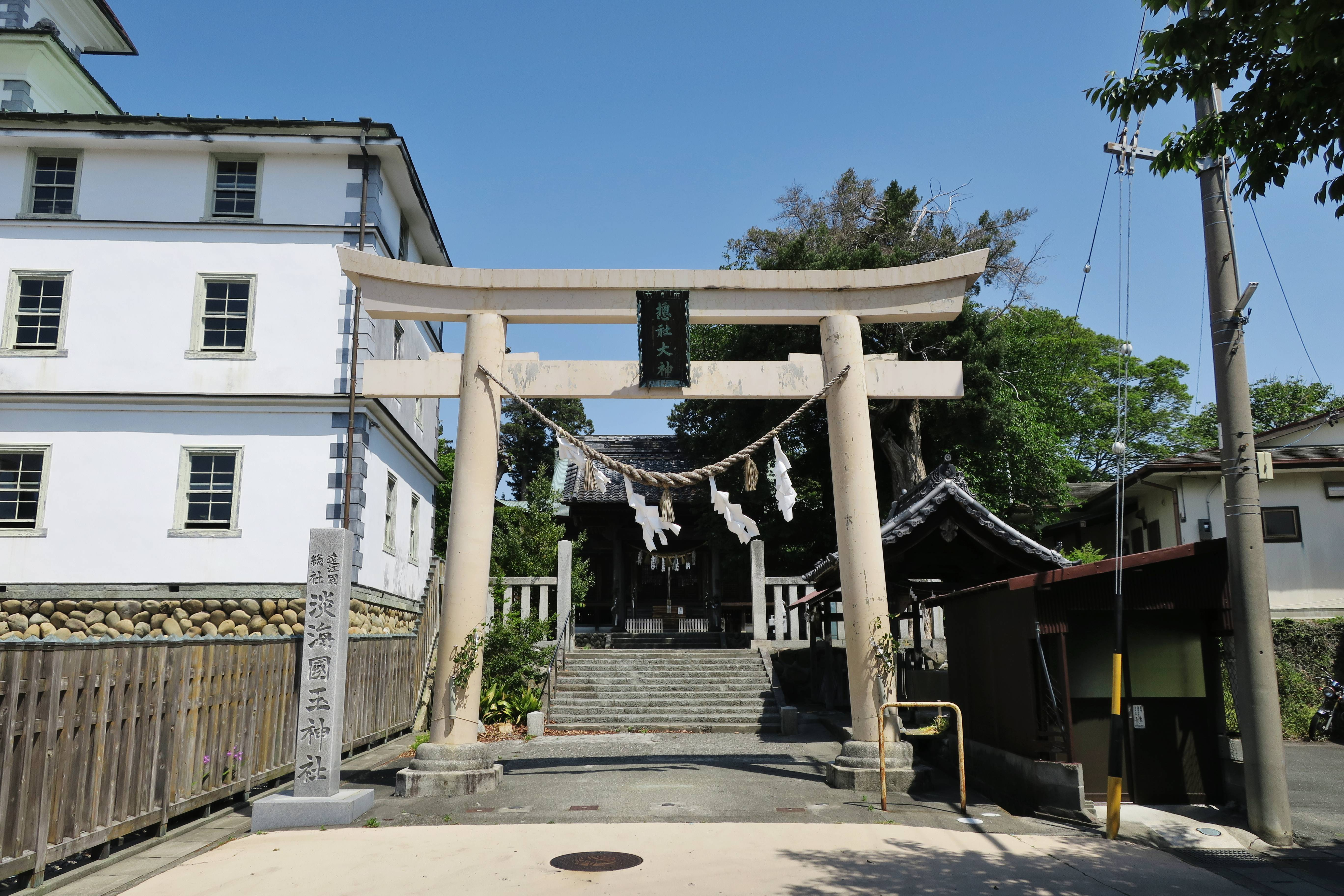
見付学校が境内に置かれた淡海國玉神社

見附は遠江国の国府が置かれた場所であり、近世には見附宿が東海道の宿場町として発展した。寺子屋で初等教育が行われ、中にはより高度な教育を行う私塾に進学する者もいた。この地域の代表的な私塾としては、淡海國玉神社の神官を務めていた大久保忠尚による私塾が挙げられる。
この頃の遠江国や三河国では、浜松出身の賀茂真淵に代表されるように国学が盛んであり、大久保は吉田の羽田野敬雄、一宮の小国重友、参野の桑原真清などと交友した。国学者が私塾以外に文庫（図書館）を設立することも流行しており、伊勢国松坂の本居宣長は射和文庫を、羽田野敬雄は羽田八幡宮文庫を設立していた。大久保は本居や羽田野にならい、元治元年（1864年）淡海國玉神社境内に磐田文庫を設立している。

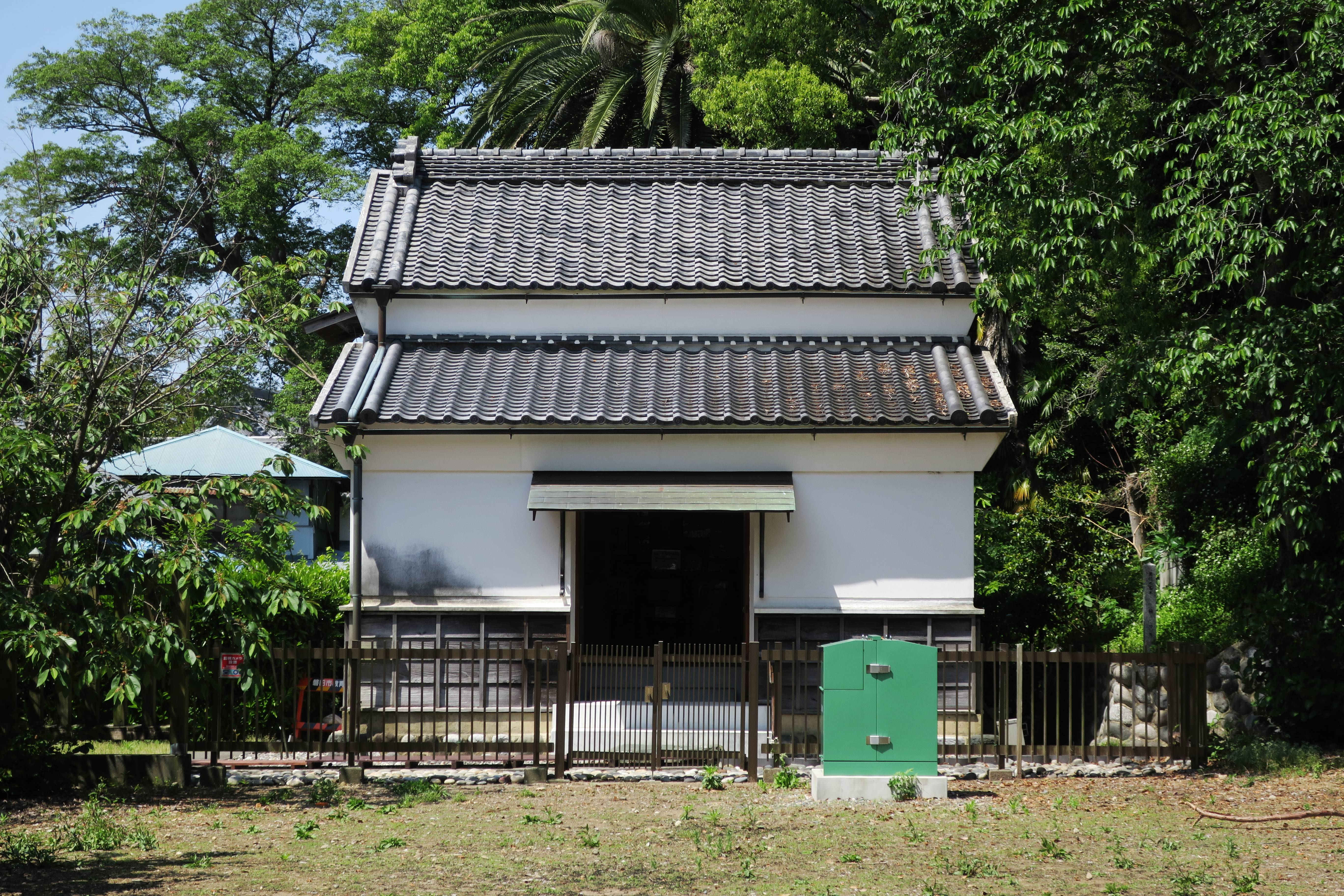
旧見付学校に隣接する磐田文庫

### 見付学校の開校

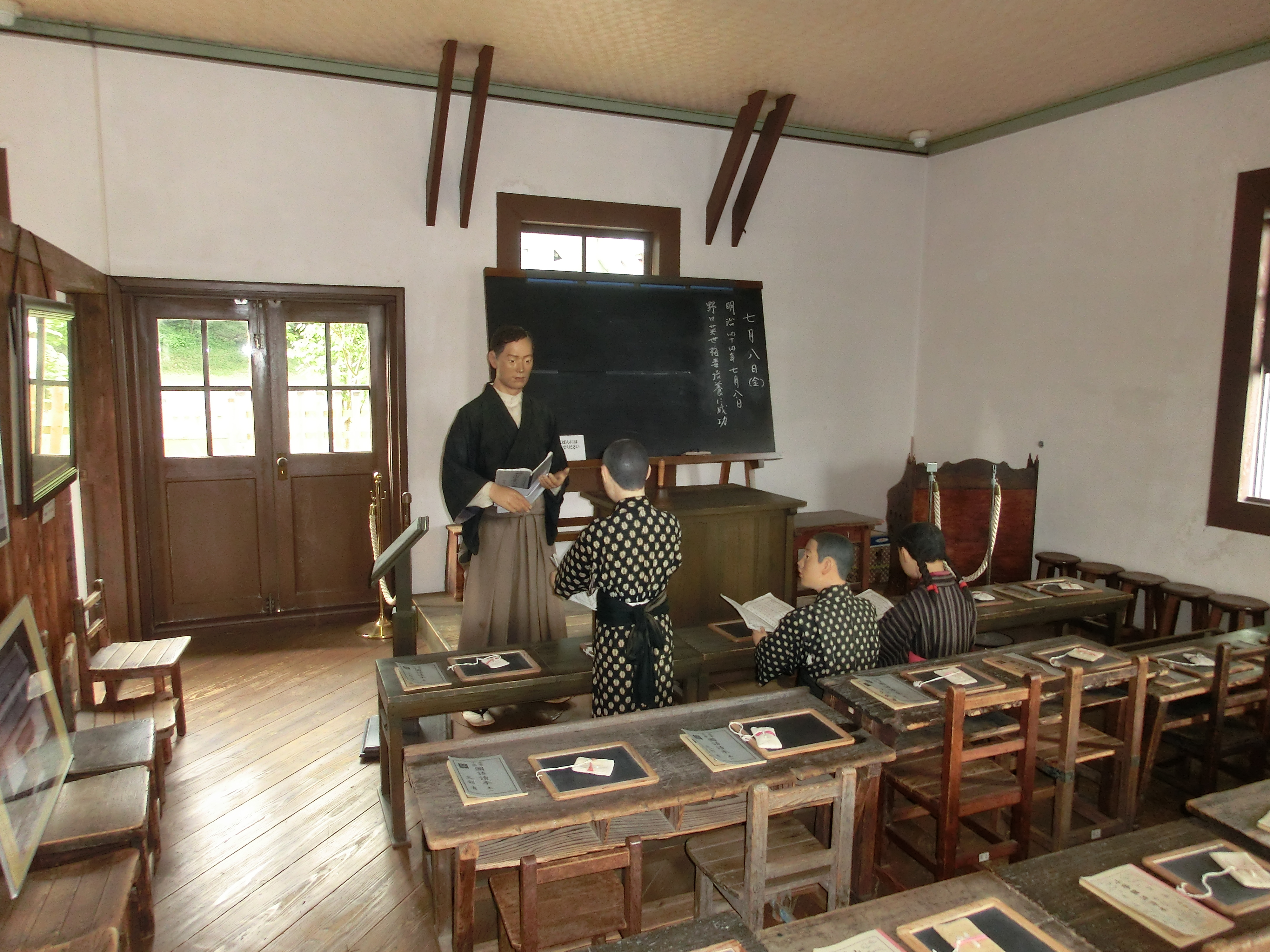
授業の様子が再現されている内部

1872年（明治5年）に学制が発布されると、1873年（明治6年）5月には教師の任命や就学札の発行などの開校準備が進められ、8月には宣光寺や省光寺などを仮校舎として見付学校が開校した。見付学校は第二大区第十二番中学区第一小学である。しかし仮校舎は江戸時代の寺子屋となんら変わりがなく、西洋風の近代的な校舎を建築しようとする機運が高まっていった。大久保忠尚の門下生である古沢脩が建設を主導し、淡海國玉神社神官の大久保忠利が寄進した境内に本校舎の建設を計画。名古屋の堂宮大工である伊藤平右衛門（後の9代目伊藤平左衛門）が建築を手がけた。1874年（明治7年）10月に着工すると、1875年（明治8年）1月11日には上棟式を行い、1875年8月7日に竣工した。1883年（明治16年）8月には3階部分を増築し、今日の3階建＋2層（5階建）となった。

### 相次ぐ校舎の新築
1876年（明治9年）には早くも淡海國玉神社境内に第一副築校舎（「お宮の校舎」、現在の社務所の場所）を増築している。当初の第一副築校舎は平屋建だったが、1885年（明治18年）には2階建となった。1896年（明治29年）には見付高等小学校が第一副築校舎を使用することとなったが、大正時代には解体移築された。1897年（明治30年）には平屋建の第二副築校舎（「塔之壇校舎」、現在の磐田市塔之壇テニスコートの場所）が建設されたが、第二副築校舎は3部屋しかなかった。
1897年には見付高等小学校のために鐘鋳塚校舎（「梅屋の学校」）が新築された。1908年（明治41年）には見付尋常小学校が廃止され、見付尋常高等小学校と見付女子尋常高等小学校が開校した。1913年（大正2年）には五階校舎の使用が取りやめられ、城之腰に見付女子尋常高等小学校の校舎（女子校）が新築された。1922年（大正11年）にはそれぞれ見付第一尋常高等小学校と見付第二尋常高等小学校に改称したが、1925年（大正14年）には合併して見付尋常高等小学校となり、校舎は城之腰の校舎のみが使用された。
1941年（昭和16年）には見付尋常高等小学校が磐田町立見付国民学校に改称。終戦後の1948年（昭和23年）には現行名の磐田市立磐田北小学校に改称した。1974年（昭和49年）には開校100周年記念式典が行われている。

## 建物としての旧見付学校（五階校舎）

### 建築

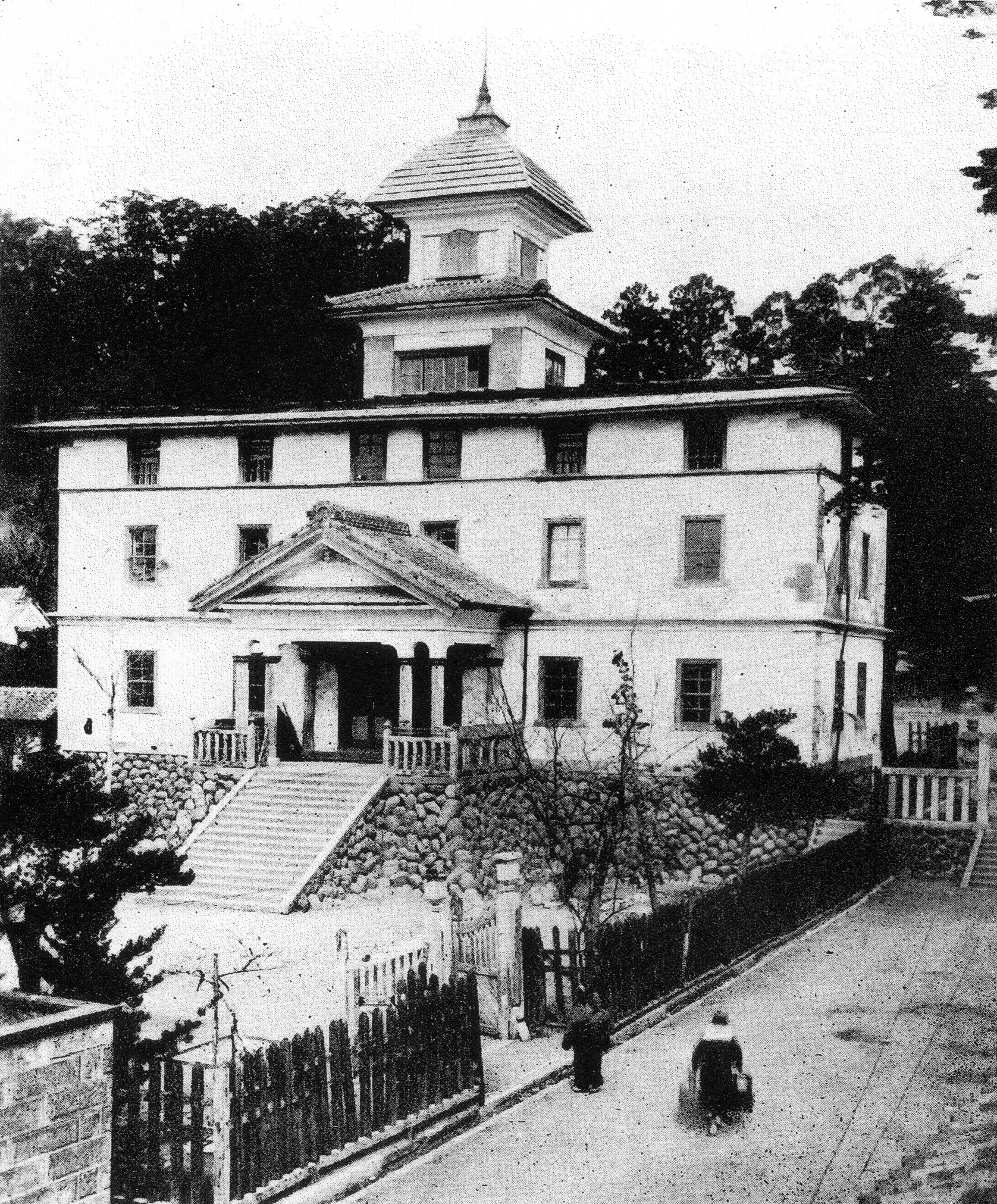
1921年の見付学校

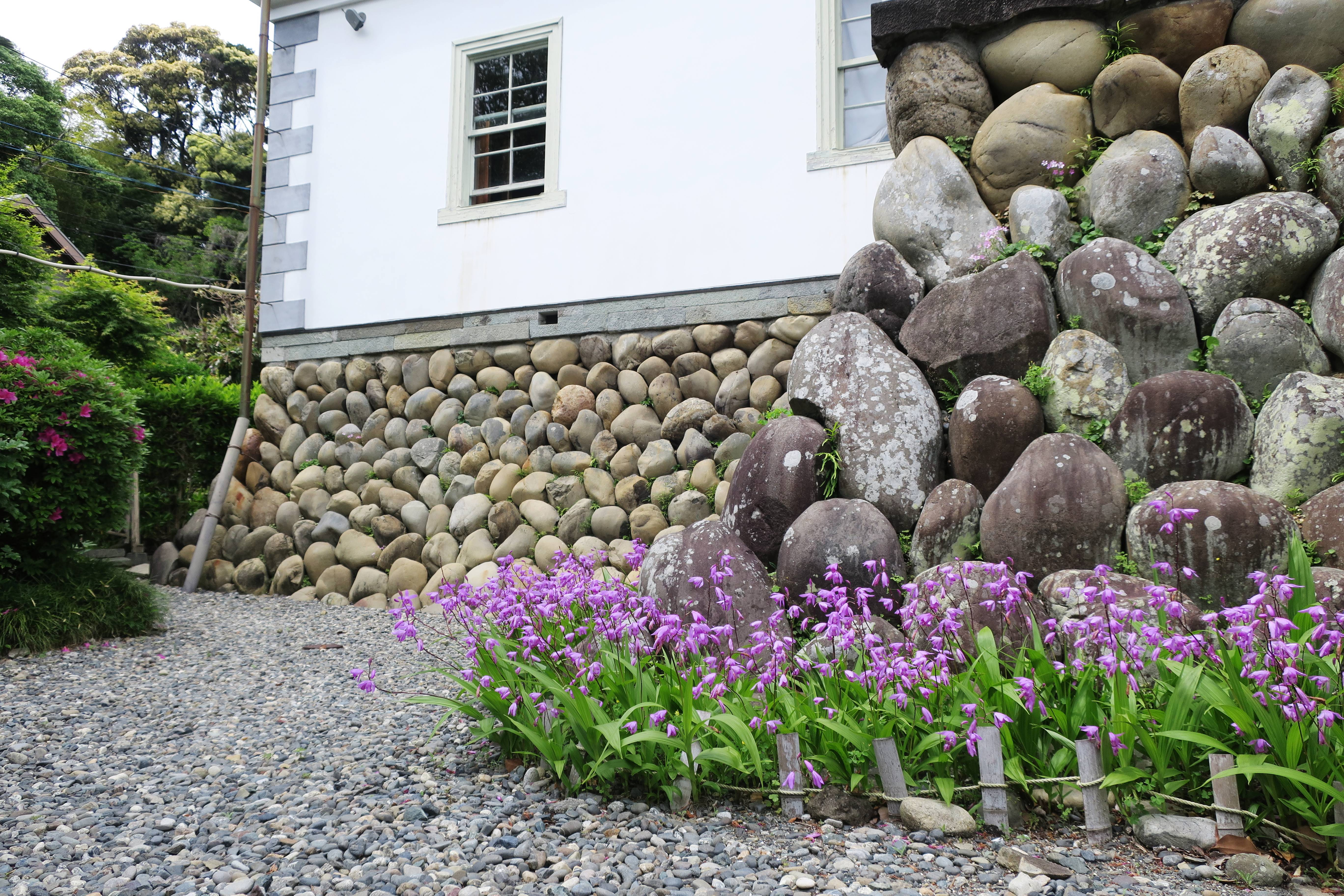
基礎

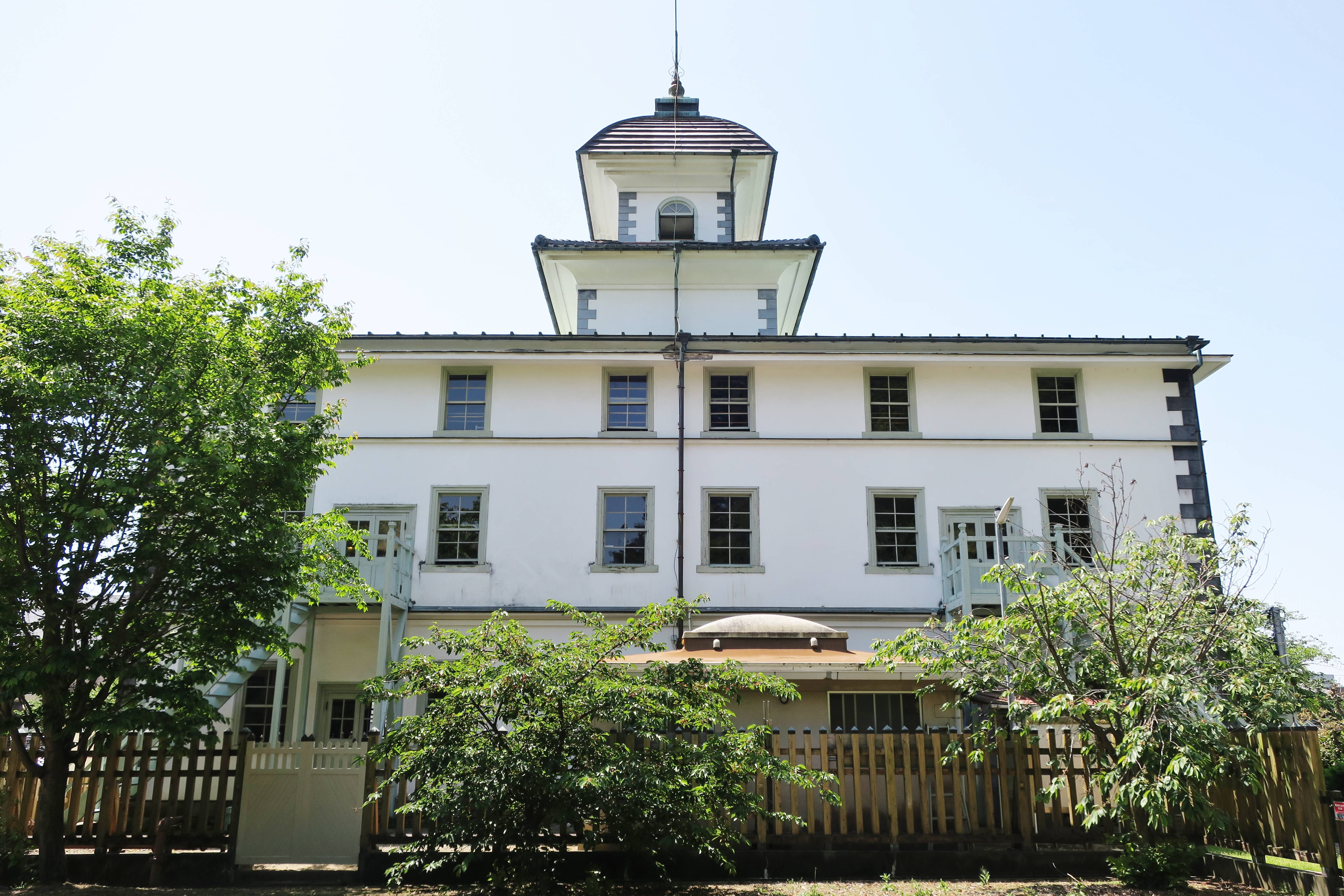
背面

遠江国横須賀藩（現・静岡県掛川市）にあった横須賀城から払い下げを受けた石垣を基礎としている。間口は12間、奥行きは5間の木造擬洋風建築である。玄関にはエンタシスの飾り柱が配されており、左右対称の2つの入口が設けられている。玄関には初代浜松県令の林厚徳から贈られた扁額が飾られている。

### 五階校舎のその後
1922年（大正11年）には五階校舎が小学校としての役割を終えた。1919年（大正8年）の静岡県議会で静岡県立見付中学校（現・静岡県立磐田南高等学校）の設立が決定されると、1922年4月1日から7月までの約3か月間のみ、暫定的に五階校舎で見付中学校の授業が行われた。7月には現在地に新築された校舎に移転している。8月には五階校舎が大日本見付連武館という名称となり、見付尋常高等小学校の柔道部が稽古場として使用した。大日本見付連武館は1925年（大正14年）3月に廃止されている。
1925年には私立見付高等裁縫女学校が五階校舎を利用することとなった。1927年（昭和2年）4月には町立見付高等裁縫女学校に改称、1935年（昭和10年）4月には見付町立高等裁縫女子青年学校に改称している。1937年（昭和14年）9月には旧見付高等女学校校舎に移転した。1939年（昭和14年）9月から1943年（昭和18年）3月までの期間、磐田郡中遠教育会による准教員養成所が五階校舎を利用した。太平洋戦争中には公民館的な集会施設としても利用された。1945年（昭和20年）1月には浜松陸軍病院見付臨時分院となり、同年春頃からこの建物内で負傷兵士や戦災者の治療が行われた。
戦後の1946年（昭和21年）5月には国民健康保険組合立磐田病院となったが、1952年（昭和27年）3月には中泉に移転し、磐田市立磐田病院となっている。1953年（昭和28年）9月には磐田市立郷土資料館となり、1955年（昭和30年）12月28日には博物館相当施設に指定された。1957年（昭和32年）5月13日には静岡県指定文化財となり、1969年4月12日には建物に学校の敷地を含めた土地が磐田文庫とともに国の史跡に指定された。密接な関係を有する磐田文庫と旧見付学校の建物が移築されることなく現存していることは価値が高いとされる。1992年（平成4年）1月には磐田市立郷土資料館から磐田市旧見付学校に改称した。